# بيل جونسون (متزحلق جبال الألب)
بيل جونسون (بالإنجليزية: Bill Johnson)‏ هو متزحلق جبال الألب أمريكي، ولد في 30 مارس 1960 في لوس أنجلوس في الولايات المتحدة، وتوفي في 21 يناير 2016 في غريشام في الولايات المتحدة.

## وصلات خارجية
- بيل جونسون على موقع الاتحاد الدولي للتزلج (التزلج على المنحدرات الثلجية) (الإنجليزية)
- بيل جونسون على موقع اللجنة الأولمبية الدولية (الإنجليزية)
- بيل جونسون على موقع أوليمبيديا (الإنجليزية)
- بيل جونسون على موقع إن إن دي بي (الإنجليزية)